# Andrej Krauczanka
Andrej Krauczanka (biał. Андрэй Краўчанка; ur. 4 stycznia 1986) – białoruski lekkoatleta specjalizujący się w wielobojach.
Pierwszy międzynarodowy sukces osiągnął w 2003 zostając wicemistrzem świata juniorów młodszych w ośmioboju. W kolejnych dwóch sezonach został kolejno mistrzem świata juniorów oraz mistrzem Europy juniorów. W 2007 został brązowym medalistą halowych mistrzostw Europy w siedmioboju oraz wygrał młodzieżowy czempionat Starego Kontynentu w dziesięcioboju – po tych sukcesach nie udało mu się ukończyć dziesięcioboju na mistrzostwach świata w Osace. Na początku 2008 został halowym wicemistrzem świata, a kilka miesięcy później zdobył srebrny medal igrzysk olimpijskich. Dziesiątą lokatę zajął ostatecznie podczas mistrzostw świata w Berlinie (2009). Po zajęciu czwartego miejsca w siedmioboju na halowym czempionacie globu w marcu 2010 zdobył w sezonie letnim brązowy medal mistrzostw Europy w rywalizacji dziesięcioboistów. Halowy mistrz Starego Kontynentu z Paryża (2011) z powodu kontuzji jakiej nabawił się na mityngu TNT-Fortuna Combined Events Meeting 2011 nie wystąpił w mistrzostwach świata na przełomie sierpnia i września. Szósty wieloboista halowych mistrzostw świata w Stambule (2012). Dwunasty zawodnik mistrzostw świata w 2013. W 2014 zdobył swoje drugie srebro halowych mistrzostw globu oraz został w Zurychu mistrzem Europy. Stawał na podium mistrzostw Białorusi oraz reprezentował swój kraj w pucharze Europy w wielobojach lekkoatletycznych.
Rekordy życiowe: dziesięciobój – 8617 pkt. (27 maja 2007, Götzis); siedmiobój – 6303 pkt. (8 marca 2014, Sopot) – halowy rekord Białorusi; skok wzwyż (hala) – 2,21 (7 marca 2014, Sopot). Krauczanka ustanowił, podczas mistrzostw świata juniorów w 2004, rekord Białorusi w juniorskim dziesięcioboju osiągając wynik 8126 pkt.

## Osiągnięcia
| Rok  | Impreza                                               | Miejsce    | Konkurencja   | Lokata      | Wynik     |
| ---- | ----------------------------------------------------- | ---------- | ------------- | ----------- | --------- |
| 2003 | Mistrzostwa świata juniorów młodszych                 | Sherbrooke | ośmiobój      | 2. miejsce  | 6366 pkt. |
| 2004 | Mistrzostwa świata juniorów                           | Grosseto   | dziesięciobój | 1. miejsce  | 8126 pkt. |
| 2005 | Mistrzostwa Europy juniorów                           | Kowno      | dziesięciobój | 1. miejsce  | 7997 pkt. |
| 2006 | I liga pucharu Europy w wielobojach                   | Jałta      | dziesięciobój | 3. miejsce  | 7805 pkt. |
| 2007 | Halowe mistrzostwa Europy                             | Birmingham | siedmiobój    | 3. miejsce  | 6090 pkt. |
| 2007 | Młodzieżowe mistrzostwa Europy                        | Debreczyn  | dziesięciobój | 1. miejsce  | 8492 pkt. |
| 2007 | Mistrzostwa świata                                    | Osaka      | dziesięciobój | –           | DNF       |
| 2008 | Halowe mistrzostwa świata                             | Walencja   | siedmiobój    | 2. miejsce  | 6234 pkt. |
| 2008 | Superliga pucharu Europy w wielobojach                | Hengelo    | dziesięciobój | 1. miejsce  | 8585 pkt. |
| 2008 | Igrzyska olimpijskie                                  | Pekin      | dziesięciobój | 2. miejsce  | 8551 pkt. |
| 2009 | Superliga pucharu Europy w wielobojach                | Szczecin   | dziesięciobój | 1. miejsce  | 8336 pkt. |
| 2009 | Mistrzostwa świata                                    | Berlin     | dziesięciobój | 10. miejsce | 8281 pkt. |
| 2010 | Halowe mistrzostwa świata                             | Doha       | siedmiobój    | 4. miejsce  | 6124 pkt. |
| 2010 | Mistrzostwa Europy                                    | Barcelona  | dziesięciobój | 3. miejsce  | 8370 pkt. |
| 2011 | Halowe mistrzostwa Europy                             | Paryż      | siedmiobój    | 1. miejsce  | 6282 pkt. |
| 2012 | Halowe mistrzostwa świata                             | Stambuł    | siedmiobój    | 6. miejsce  | 5746 pkt. |
| 2013 | Mistrzostwa świata                                    | Moskwa     | dziesięciobój | 12. miejsce | 8314 pkt. |
| 2014 | Halowe mistrzostwa świata                             | Sopot      | siedmiobój    | 2. miejsce  | 6303 pkt. |
| 2014 | Mistrzostwa Europy                                    | Zurych     | dziesięciobój | 1. miejsce  | 8616 pkt. |
| 2019 | Superliga drużynowych mistrzostw Europy w wielobojach | Łuck       | dziesięciobój | 15. miejsce | 7404 pkt. |